# Eumorpha achemon
Eumorpha achemon är en fjärilsart som beskrevs av Dru Drury 1773. Eumorpha achemon ingår i släktet Eumorpha och familjen svärmare. Inga underarter finns listade i Catalogue of Life.

## Bildgalleri

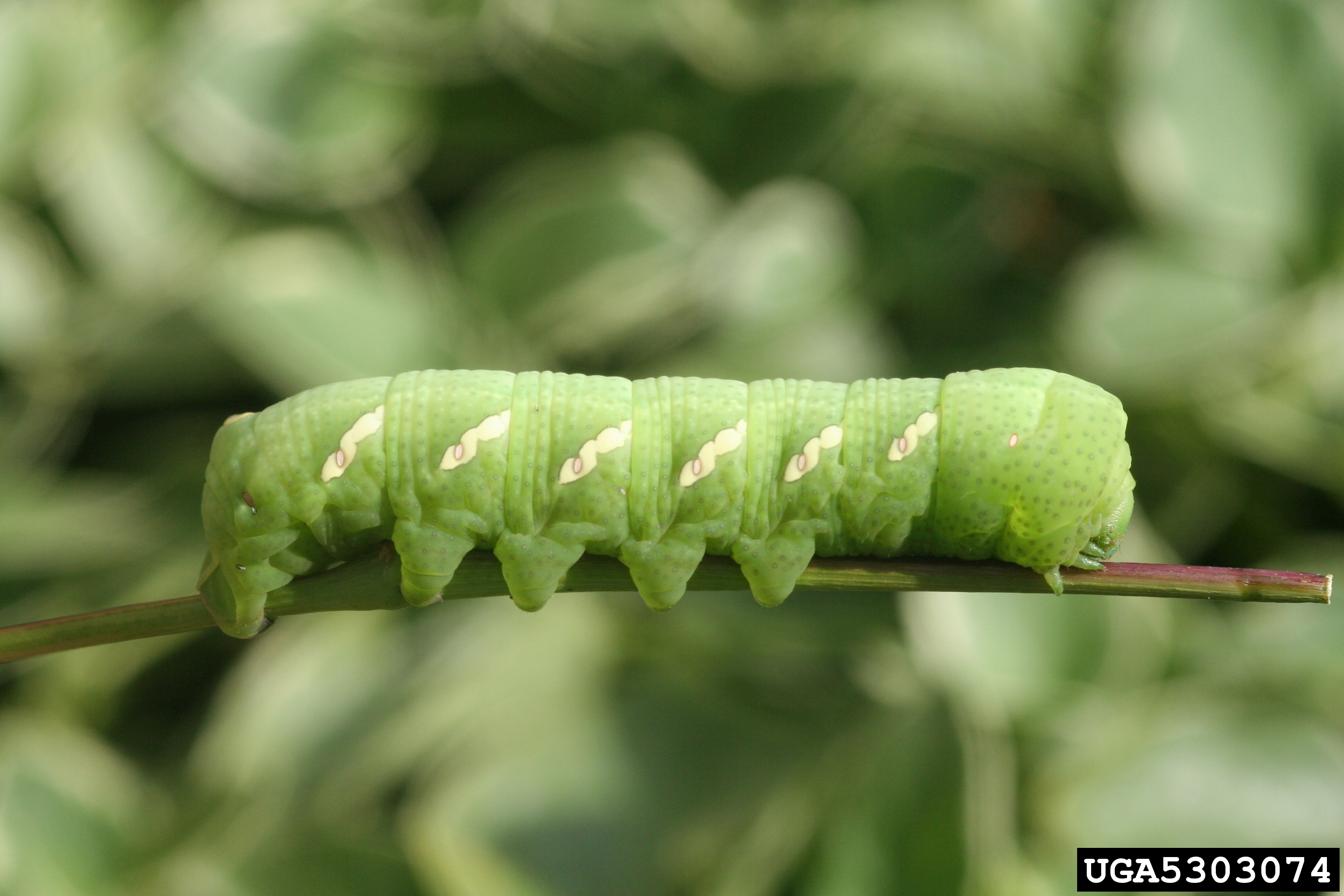
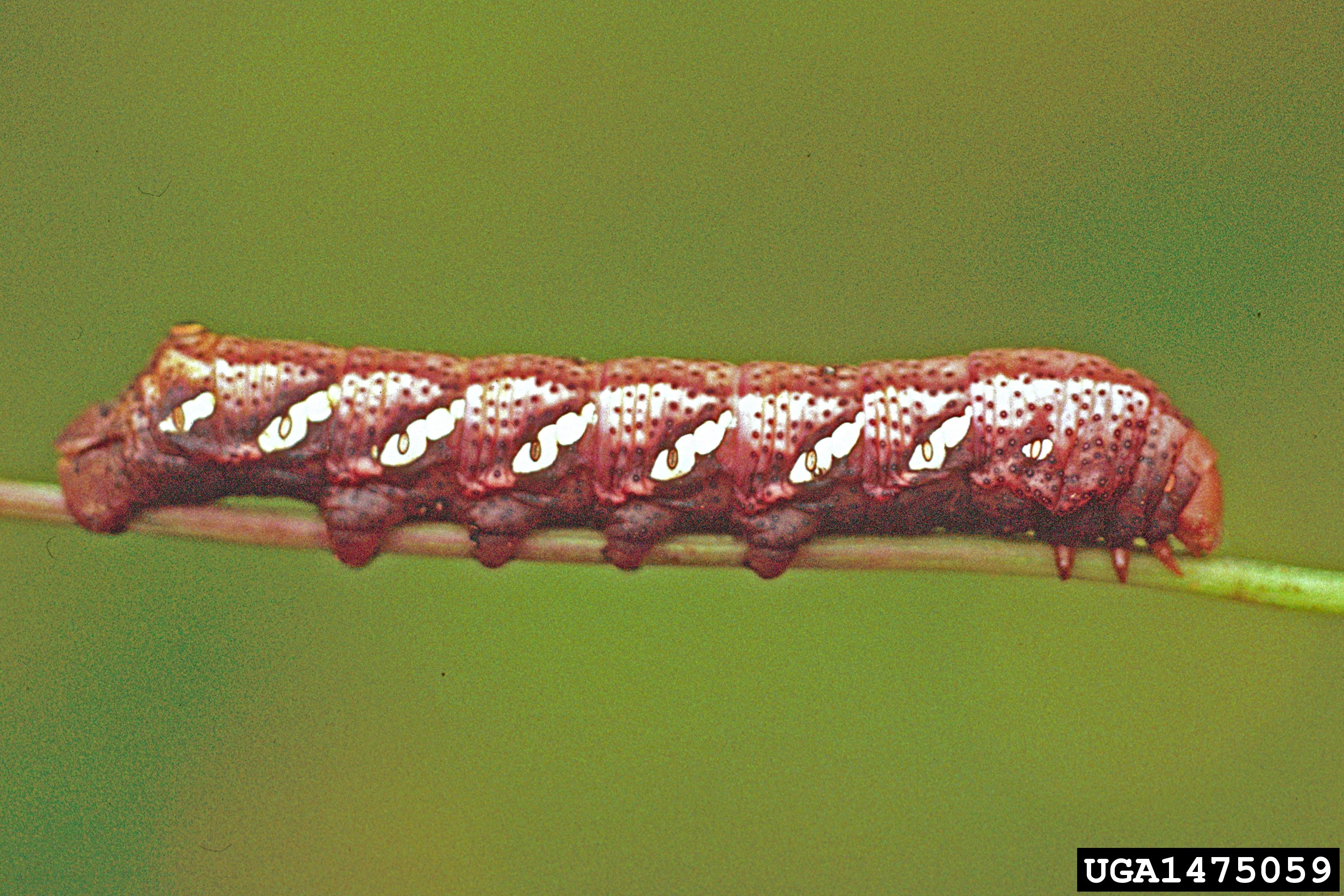
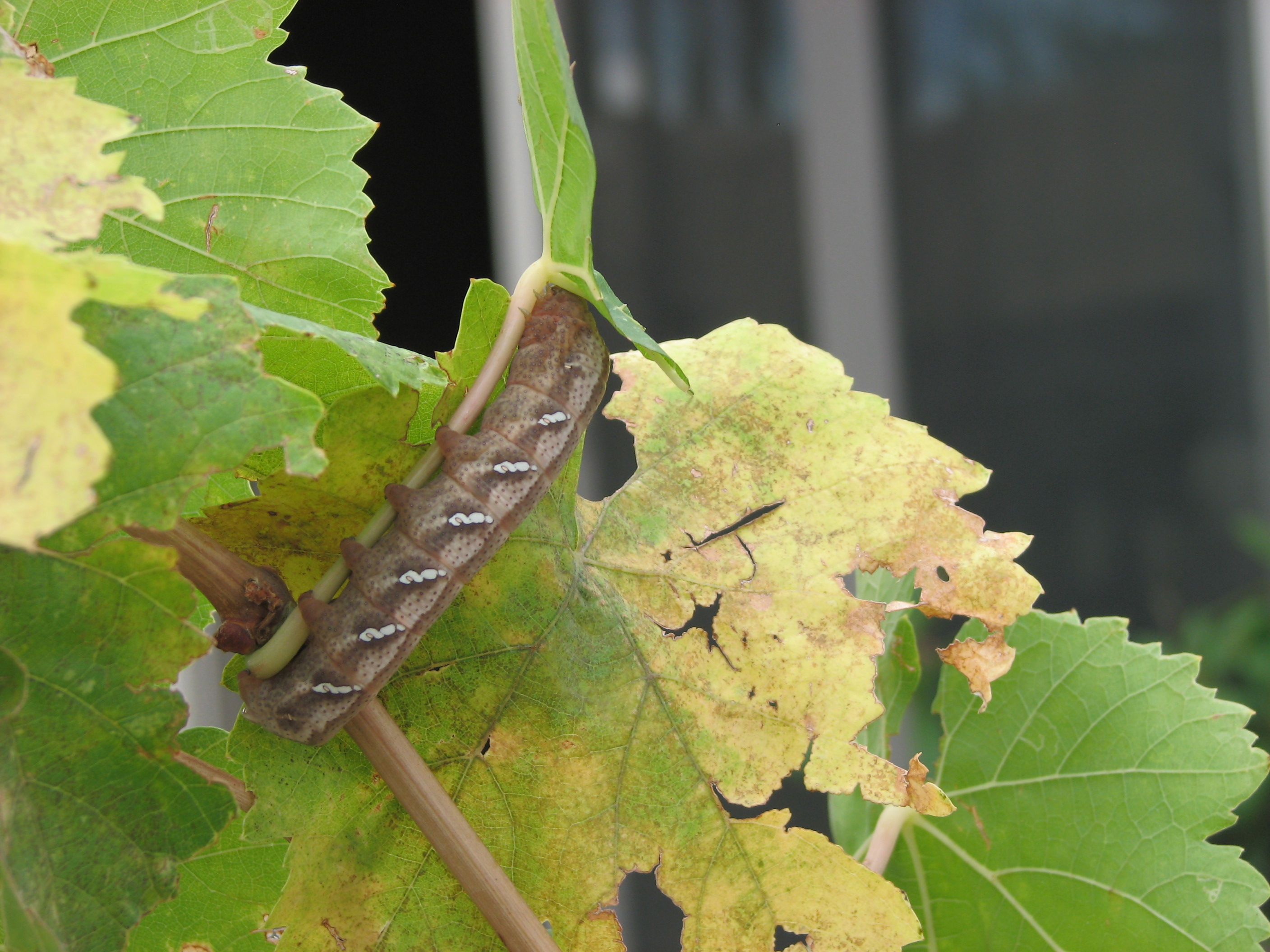
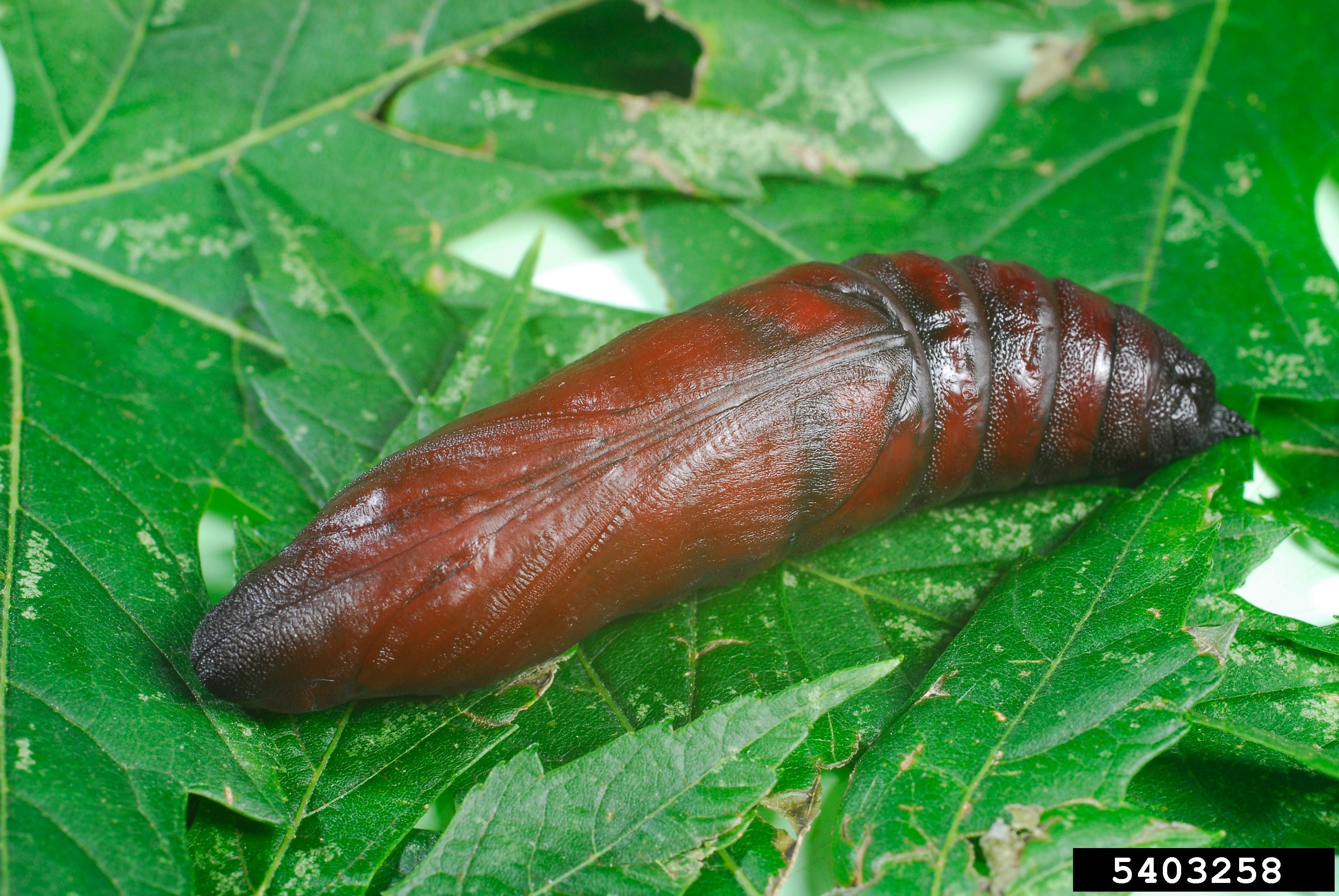

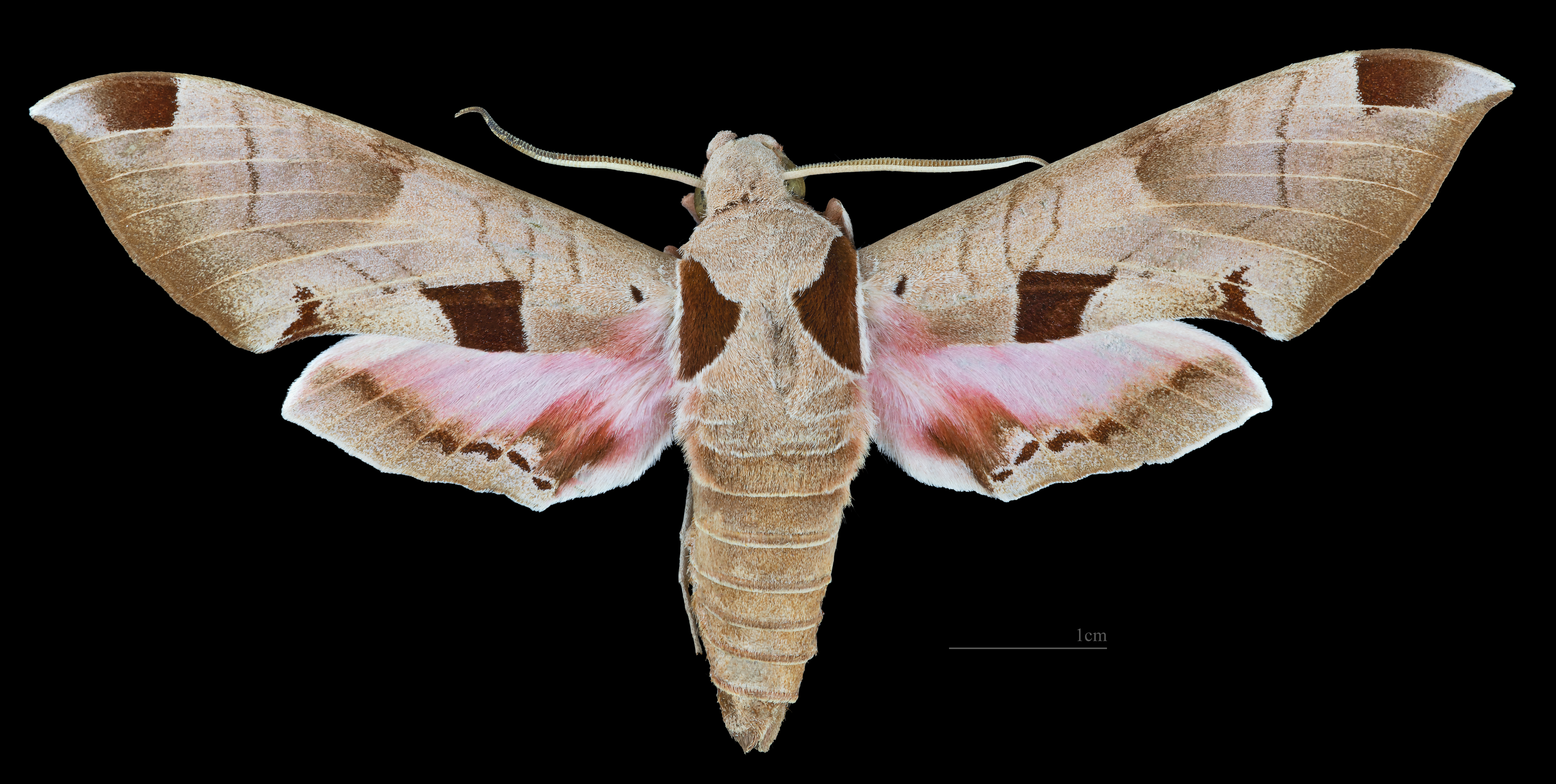
Eumorpha achemon ♂
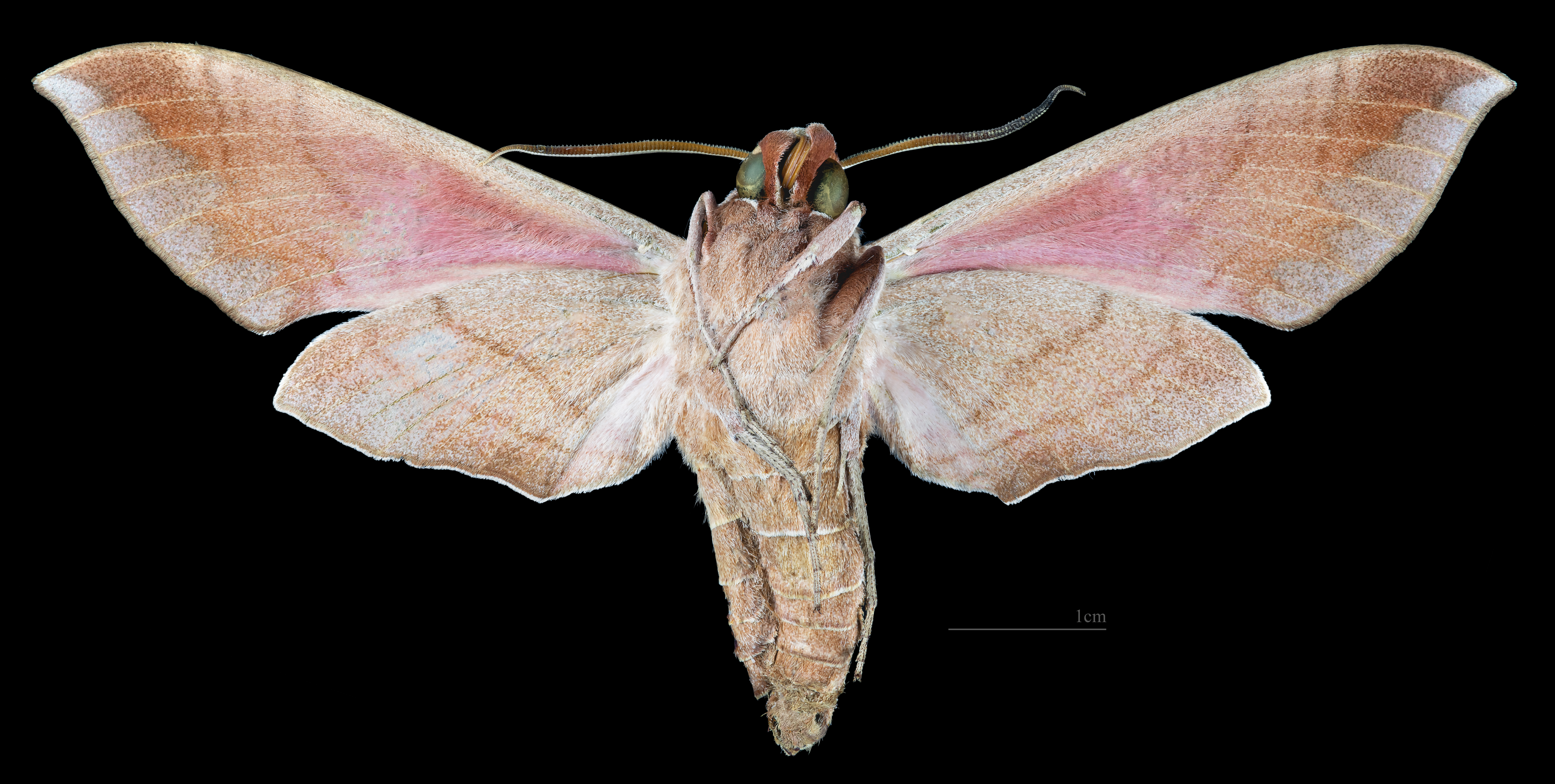
Eumorpha achemon ♂  △